# Carouge de Forbes
Anumara, Anumara forbesi · Quiscale de Forbes
Genre
Espèce
Synonymes
- Curaeus forbesi (P. L. Sclater, 1886)[1]

Répartition géographique
Statut de conservation UICN

 VU  : Vulnérable
Le Carouge de Forbes (Anumara forbesi), aussi appelé Quiscale de Forbes, est une espèce d'oiseaux de la famille des ictéridés qu’on retrouve au Brésil. C'est l'unique représentant du genre Anumara.
Son nom est dédié au zoologiste William Alexander Forbes (1855-1883).

## Systématique
À la suite de la publication de l'étude phylogénique d’Alexis Powell (d) et al. (2014), le Congrès ornithologique international (classification version 4.3, 2014) bouleverse la taxonomie de la famille des Icteridae pour suivre ses conclusions. Cette espèce est transférée du genre Curaeus vers le genre monotypique Anumara.

## Habitat
Le Carouge de Forbes fréquente les forêts, les lisières et les marais.  

## Nidification
Le nid est généralement placé au sommet d’un petit arbre, souvent un manguier. Les œufs sont au nombre de un à quatre. Le parasitisme par le Vacher luisant est l’une des causes probables du déclin de la population du Carouge de Forbes. La déforestation a entraîné l’augmentation de la population du Vacher luisant qui a en retour eu un impact négatif sur le Carouge de Forbes.

## Distribution
Le Carouge de Forbes est très rare. Deux populations distinctes sont connues à partir d’observations dans quelques localités de l’Est du Brésil. La destruction de son habitat semble être l’une des causes de son déclin.